# Bing Crosby
Bing Crosby (født Harry Lillis Crosby; 2. maj 1903, død 14. oktober 1977) var en amerikansk sanger og filmskuespiller. Hans største hit var med Irving Berlins sang "White Christmas", som med mere end 50 millioner solgte eksemplarer er den mest solgte single nogensinde.
Som filmskuespiller medvikrede han i en lang række film. Han modtog i 1945 en Oscar for bedste mandlige hovedrolle for sin rolle som Father Chuck O'Malley i filmen Går du min vej? (Going My Way). Han spillede ligeledes den mandlige hovedrolle i genindspilningen af samme film året efter, The Bells of St. Mary's, hvor han spillede overfor Ingrid Bergman, og blev atter nomineret til en Oscar. Crosby modtog fem år i træk prisen "Mest populære mandlige stjerne" ved Photoplay Awards. Crosby er en af de få personer, der har tre stjerner på Hollywood Walk of Fame - en stjerne for film, en for radio og en for musik.
Han erklærede i 1971 handelskrig mod Danmark på grund af det danske laksefiskeri ved Grønland.

## Filmografi i udvalg
- Den store radioudsendelse (1932)
- Musik skal der til (1933)
- Mit hjerte er dit (1934)
- Mississippi (1935)
- Samfundets fjende nr. 13 (1936)
- Gadens melodi (1936)
- Bryllup på Hawaii (1937; Crosby synger "Blue Hawaii", der senere blev kendt i en version med Elvis Presley)
- På eventyr i Singapore (1940)
- På eventyr i Afrika (1941)
- Den glade kro (1942)
- På eventyr i Marokko (1942)
- Gutter på landlov (1942)
- Går du min vej? (1944; Crosby modtog Oscar for bedste hovedrolle)
- En rigtig sailor (1944)
- St. Marys klokker (1945)
- Skæg i Klondyke (1946)
- Blue skies (1946)
- Halløj i Rio (1947)
- Yankee-ridderen (1949)
- Eventyr på Bali (1952)
- Lille dreng eftersøges (1953)
- White Christmas (1954)
- High Society (1956)